# Ernest Johnson
Ernest Alfred Johnson (Putney, Wandsworth, Londres, 18 de novembre de 1912 – Kingsbridge, Devon, 29 de novembre de 1997) va ser un ciclista en pista anglès que va prendre part en dos Jocs Olímpics, els de 1932, a Los Angeles, i els de 1936, a Berlín.
En aquestes participacions va guanyar dues medalles de bronze, sempre en la prova de persecució per equips. El 1932 fent equip amb Frank Southall, William Harvell i Charles Holland; i el 1936 amb Ernest Mills, Harry Hill i Charles King.